# Моулд, Боб
Боб Моулд (англ. Robert Arthur Mould, род. 16 октября 1960) — американский музыкант, в основном известный в качестве гитариста, вокалиста и автора песен в группах Hüsker Dü в 1980-х и Sugar в 1990-х годах.

## Биография
Родился в Малоне, штат Нью-Йорк, США, но жил во многих местах в том числе и в Сент-Поле, где учился в Макалестер-колледже. В конце 1970-х годов он собрал группу Hüsker Dü с Грантом Хартом на ударных и вокале и Грэгом Нортоном на басу.

## Дискография
Студийные альбомы
- 1989 — Workbook
- 1990 — Black Sheets of Rain
- 1996 — Bob Mould
- 1998 — The Last Dog and Pony Show
- 2002 — Modulate
- 2002 — Long Playing Grooves (сайд-проект «LoudBomb»)
- 2005 — Body of Song
- 2006 — Blowoff (проект-коллаборация «Blowoff»)
- 2008 — District Line
- 2009 — Life and Times
- 2012 — Silver Age
- 2014 — Beauty & Ruin
- 2016 — Patch the Sky
- 2019 — Sunshine Rock
- 2020 — Blue Hearts